# 10395 Jirkahorn
10395 Jirkahorn (1997 SZ1) là một tiểu hành tinh vành đai chính được phát hiện ngày 23 tháng 9 năm 1997 bởi M. Wolf và P. Pravec ở Đài thiên văn Ondřejov.